# Muralla de Palafrugell
La muralla de Palafrugell es un monumento protegido como Bien Cultural de Interés Nacional del municipio español de Palafrugell (Bajo Ampurdán).

## Historia
El arco de la plaza Nueva es el único vestigio conservado del antiguo recinto amurallado de Palafrugell. La portada, situada al SE del recinto, entre las torres del Consejo de Moragues, se abría a la antigua era común, actualmente plaza Nueva. La muralla tenía planta irregular; su trazado seguía las actuales calles de Caballeros, los Valls, Plaza Nueva y Pi y Margall. Tenía siete torres circulares, y fue derribada durante el siglo XIX (entre 1816 y el 1818 se derribaron seis de las siete torres, y la de Can Moragues, situada en la plaza Nueva, fue demolida en 1908).

## Descripción
Se trata de un arco de medio punto situado en la plaza Nueva y que la comunica con la calle del Consejo. Está formado por sillares regulares de pequeñas dimensiones. En la actualidad se encuentra cubierto de rebozado, con el objetivo de integración a los edificios de ambos lados.